# Траурный гракл
Траурный гракл (Quiscalus lugubris) — птица семейства трупиаловых.

## Описание
Взрослый самец траурного гракла в длину достигает 27 см (с учётом хвоста). Хвост клиновидный, длинный, но короче, чем у других граклов. Оперение полностью чёрное, с фиолетовым отливом. Глаза жёлтые, клюв сильный, тёмный. Взрослая самка длиной 23 см, хвост у неё короче, чем у самца, оперение коричневое, темнее сверху.
Молодые самцы более короткохвосты, нежели взрослые, в их оперении есть коричневые оттенки. А молодые самки очень похожи на взрослых.
Песня траурного гракла — сочетание звенящих звуков — грубых и более музыкальных; типичны похожее на колокольчик «тикита-тикита-тикита-тинн» и быстрое «чи-чи-чи-чи». Эти сигналы варьируют от острова к острову. Обычно поющая птица распушает своё оперение.

## Распространение
Это оседлая птица Малых Антильских островов и северной части Южной Америки к востоку от Анд (от Колумбии на востоке, до Венесуэлы и северо-восточной Бразилии на западе).

## Образ жизни
Вид колониальный, гнездится на открытых территориях, в том числе, на сельскохозяйственных угодьях и в населённых местах. Нередко на одном дереве располагаются несколько глубоких, чашевидных гнёзд. В кладке от двух до четырёх яиц. Насиживание продолжается 12 дней, а ещё через 14 дней выкормленные птенцы оперяются. Иногда в гнёзда траурного гракла откладывают яйца птицы — гнездовые паразиты — самки блестящего коровьего трупиала (блестящей воловьей птицы), Molothrus bonariensis, но обычно граклы выбрасывают подброшенные яйца.
Траурные граклы — стайные птицы, кормящиеся на поверхности почвы насекомыми, другими беспозвоночными или отходами. Они легко приручаются и теряют осторожность, подлетая к уличным ресторанчикам в поисках объедков. Могут сбиваться в стайки для нападения на потенциальных хищников: собак, мангустов, и даже людей. Ночуют колониально.

## Подвиды
Существует восемь подвидов:
- Q. l. lugubris Swainson, 1838;
- Q. l. contrusus (J.L. Peters, 1925);
- Q. l. fortirostris Lawrence, 1868;
- Q. l. guadeloupensis Lawrence, 1879;
- Q. l. inflexirostris Swainson, 1838;
- Q. l. insularis Richmond, 1896;
- Q. l. luminosus Lawrence, 1878;
- Q. l. orquillensis (Cory, 1909).

Наиболее широко распространён номинативный подвид Q. l. lugubris, который встречается на Тринидаде и южноамериканском материке. В 1905 году он был интродуцирован на Тобаго, и сейчас там обычен.
Островные подвиды отличаются от номинативной формы размерами, оттенками оперения (в особенности, оттенками коричневого у самок), а также вокализацией.